# Funkcja stabilizacyjna finansów publicznych
Funkcja stabilizacyjna finansów publicznych – jedna z ekonomicznych funkcji finansów publicznych, zwana również wyrównawczą lub kompensacyjną.
Z powodu złożoności instytucji budżetu państwa pojawiają się rozbieżności w definiowaniu poszczególnych funkcji budżetu, który jest najważniejszym narzędziem finansowym państwa będącym podstawowym elementem finansów publicznych.
Funkcja stabilizacyjna zaistniała w latach 30. w wieku XX na skutek stosowania interwencjonizmu państwowego. Wielkość dochodów i wydatków państwa wykorzystywana jest jako narzędzie mające łagodzić wahania przebiegu cyklu koniunkturalnego i służące zrównoważonemu wzrostowi gospodarczemu. Dzięki funkcji stabilizacyjnej gospodarka ma funkcjonować przy pełnym zatrudnieniu i stabilnych cenach.
Budżet państwa oddziałuje stabilizacyjnie na funkcjonowanie gospodarki, wykorzystując przede wszystkim podatki. W okresie szybkiego wzrostu gospodarczego następuje wzrost dochodów, natomiast progresja podatkowa wyhamowuje aktywność przedsiębiorców, a to ogranicza amplitudę wahań cyklu koniunkturalnego. Zaś w czasie kryzysu lub depresji dochody zmniejszają się, czemu towarzyszy zmniejszone obciążenie podatkowe będące bodźcem do zwiększenia aktywności przedsiębiorców. Instrumenty podatkowe wykorzystywane są na dwa sposoby. Po pierwsze w system podatkowy wbudowane są automatyczne stabilizatory, a po drugie wykorzystywane są narzędzia dyskretne, czyli o charakterze uznaniowym. 